# تپه الله ویس
تپه الله ویس مربوط به اوایل هزاره اول قبل از میلاد است و در شهرستان کامیاران، بخش مرکزی، روستای درویان سفلی واقع شده و این اثر در تاریخ ۲۳ شهریور ۱۳۸۲ با شمارهٔ ثبت ۱۰۱۰۱ به‌عنوان یکی از آثار ملی ایران به ثبت رسیده است.